# ダニエル・ニクラエ
ダニエル・ジョルジェ・ニクラエ（Daniel George Niculae, 1982年10月6日 - ）は、ルーマニア・ブカレスト出身の元サッカー選手。元ルーマニア代表である。現役時代のポジションは主にセカンドトップだが、センターフォワードとしてもプレーした。

## 経歴

### クラブ

#### ラピド・ブカレスト
2000年にFCラピド・ブカレストからデビューした。2001年は主にBチーム扱いのエレクトロマグネティカ・ブカレストでの出場だったが、自身の価値を示し、トップチームのレギュラーに定着した2002-03シーズンにリーグ優勝を果たした。2004-05シーズンは14得点で得点ランキング3位になり、チーム内得点王になったように得点力を開花させると、UEFAカップ2005-06ではムグレル・ブーガとの強力なコンビで予選本戦合計8得点を記録し、準々決勝進出に貢献。また、同シーズンはクパ・ロムニエイ決勝のFCナショナル・ブカレスト戦で決勝点を挙げ、優勝に導いた。

#### オセール
2006年6月5日に移籍金330万ユーロでリーグ・アン（フランス1部）のAJオセールと4年契約を締結する。2006-07シーズンはUEFAカップで4得点したが、リーグ戦では苦しんだ。しかし、2007-08シーズンは11得点を挙げてチームを残留に導いた。その活躍にパリ・サンジェルマンFCからオファーを貰い、最終的にオセール残留したが、2008-09シーズンは父が亡くなった影響もあり、32試合無得点とピッチ内外で苦労した。その不振の為、翌2009-10シーズンはジャン・フェルナンデス監督の構想外となり、シーズン前に期限付き移籍に出されようといていたが、新戦力のアレクサンドル・リカタがシーズン全てを欠場する深刻な足首の負傷となると、イレネウシュ・イェレンとコンビを築いた。同シーズンでは、2010年4月時点でリーグ2位となるリーグ戦7アシストをするなど得点よりも多くのアシストを生み出し、チームの3位にしてUEFAチャンピオンズリーグ 2010-11プレーオフ進出に貢献した。

#### モナコ
2009-10シーズンを4得点9アシストで終了した後、2010年5月15日に契約満了で退団し、6月13日にASモナコと3年契約で合意する。2010-11シーズン前の親善試合において、SLベンフィカ、FCディナモ・モスクワを相手に得点やアシストを決める好調さで開幕を迎えると、8月22日のRCランス戦で初得点を挙げ、以降、オリンピック・マルセイユやパリ・サンジェルマンといった強豪相手に得点を挙げていたが、負傷によって度々離脱し、チームはリーグ・ドゥへと降格した。
ナンシーへの期限付き移籍
2011年9月4日、オセール時代に師事したフェルナンデス監督率いるASナンシーに2011-12シーズン終了までの期限付き移籍に出される。2012年1月30日の古巣オセール戦 (3-1)では、試合開始前にオセールファンから拍手で迎えられたが、2得点を挙げてナンシーの勝利に貢献するプレーにより、試合終了後にブーイングへと変化した。

#### クバン・クラスノダール
2011-12シーズンを6得点2アシストで終了した後、モナコとの契約を双方合意の下で解消し、2012年7月6日に同郷のダン・ペトレスク監督が指揮を執るロシアサッカー・プレミアリーグ (ロシア1部)のFCクバン・クラスノダールに2+1年契約で移籍した。クバン・クラスノダールでは、自身の獲得を望んだペトレスク監督が退任し、レオニド・クチュク監督が就任した影響もあり、出場機会は11試合 (先発6試合)と多くを得られず、8月下旬のFCヴォルガ・ニジニ・ノヴゴロド戦 (6-2)と2013年4月下旬のFCゼニト・サンクトペテルブルク戦 (2-2)で記録した2得点にとどまり、6月10日に契約を終了した。

#### ラピド・ブカレスト復帰
自由契約選手となった後、オセールとナンシーで師事したフェルナンデス監督率いるモンペリエHSCへ移籍間近と報じられたが、2014年2月に古巣ラピド・ブカレストで親善試合を戦い、28日に正式に復帰した。

### 代表歴
ルーマニア代表には、2003年8月に負傷したフロリン・ブラトゥの代役としてウクライナ戦に招集され、2005-06シーズン中にレギュラーに定着した。UEFA EURO 2008では、最初の2試合で先発を務め、グループリーグ最後のオランダ代表戦は途中出場と全3試合に出場したが、準々決勝進出ならず敗退した。

## 個人成績

### クラブでの出場記録
出典:
| クラブ                 | シーズン         | 国内リーグ               | 国内リーグ | 国内リーグ | 国内カップ | 国内カップ | 欧州カップ | 欧州カップ | 合計 | 合計 |
| クラブ                 | シーズン         | 所属リーグ               | 出場       | 得点       | 出場       | 得点       | 出場       | 得点       | 出場 | 得点 |
| ---------------------- | ---------------- | ------------------------ | ---------- | ---------- | ---------- | ---------- | ---------- | ---------- | ---- | ---- |
| ラピド・ブカレスト     | 2000-01          | リーガ1                  | 1          | 0          |            |            | 0          | 0          | 1    | 0    |
| ラピド・ブカレスト     | 2001-02          | リーガ1                  | 4          | 1          |            |            | 0          | 0          | 4    | 1    |
| ラピド・ブカレスト     | 2002-03          | リーガ1                  | 29         | 6          | 1          | 0          | 4          | 0          | 34   | 6    |
| ラピド・ブカレスト     | 2003-04          | リーガ1                  | 24         | 4          | 1          | 0          | 2          | 0          | 27   | 4    |
| ラピド・ブカレスト     | 2004-05          | リーガ1                  | 20         | 14         | 0          | 0          | -          | -          | 20   | 14   |
| ラピド・ブカレスト     | 2005-06          | リーガ1                  | 29         | 8          | 0          | 0          | 15         | 8          | 44   | 16   |
| ラピド・ブカレスト     | 合計             | 合計                     | 107        | 33         | 2          | 0          | 21         | 8          | 130  | 41   |
| エレクトロマグネティカ | 2001-02          | リーガ2                  | 7          | 0          | 0          | 0          | -          | -          | 7    | 0    |
| エレクトロマグネティカ | 合計             | 合計                     | 7          | 0          | 0          | 0          | -          | -          | 7    | 0    |
| オセール               | 2006-07          | リーグ・アン             | 30         | 4          | 2          | 0          | 10         | 4          | 42   | 8    |
| オセール               | 2007-08          | リーグ・アン             | 35         | 11         | 6          | 1          | -          | -          | 41   | 12   |
| オセール               | 2008-09          | リーグ・アン             | 32         | 0          | 3          | 0          | -          | -          | 35   | 0    |
| オセール               | 2009-10          | リーグ・アン             | 33         | 4          | 5          | 0          | -          | -          | 38   | 4    |
| オセール               | 合計             | 合計                     | 130        | 19         | 16         | 1          | 10         | 4          | 156  | 24   |
| オセールB              | 2006-07          | フランスアマチュア選手権 | 3          | 2          |            |            | -          | -          | 3    | 2    |
| オセールB              | 2007-08          | フランスアマチュア選手権 | 1          | 0          |            |            | -          | -          | 1    | 0    |
| オセールB              | 2008-09          | フランスアマチュア選手権 | 1          | 0          |            |            | -          | -          | 1    | 0    |
| オセールB              | 合計             | 合計                     | 5          | 2          |            |            | -          | -          | 5    | 2    |
| モナコ                 | 2010-11          | リーグ・アン             | 17         | 4          | 2          | 1          | -          | -          | 19   | 5    |
| モナコ                 | 2011-12          | リーグ・ドゥ             | 0          | 0          | 1          | 0          | -          | -          | 1    | 0    |
| モナコ                 | 合計             | 合計                     | 17         | 4          | 3          | 1          | -          | -          | 20   | 5    |
| ナンシー               | 2011-12          | リーグ・アン             | 31         | 6          | 0          | 0          | -          | -          | 31   | 6    |
| ナンシー               | 合計             | 合計                     | 31         | 6          | 0          | 0          | -          | -          | 31   | 6    |
| クバン・クラスノダール | 2012-13          | ロシア・プレミアリーグ   | 11         | 2          | 2          | 0          | -          | -          | 13   | 2    |
| クバン・クラスノダール | 合計             | 合計                     | 11         | 2          | 2          | 0          | -          | -          | 13   | 2    |
| ラピド・ブカレスト     | 2013-14          | リーガ2                  | 15         | 7          | 0          | 0          | -          | -          | 15   | 7    |
| ラピド・ブカレスト     | 2014-15          | リーガ1                  | 13         | 3          | 0          | 0          | -          | -          | 13   | 3    |
| ラピド・ブカレスト     | 合計             | 合計                     | 28         | 10         | 0          | 0          | -          | -          | 28   | 10   |
| キャリア通算成績       | キャリア通算成績 | キャリア通算成績         | 336        | 80         | 23         | 3          | 31         | 12         | 390  | 95   |

### 代表での成績
出典:
| ルーマニア代表 | ルーマニア代表 | ルーマニア代表 |
| 年             | 出場           | 得点           |
| -------------- | -------------- | -------------- |
| 2003           | 1              | 0              |
| 2004           | 1              | 0              |
| 2005           | 4              | 1              |
| 2006           | 7              | 1              |
| 2007           | 7              | 2              |
| 2008           | 6              | 1              |
| 2009           | 1              | 1              |
| 2010           | 8              | 2              |
| 2011           | 1              | 1              |
| 2012           | 3              | 0              |
| Total          | 39             | 9              |

#### 代表での得点
出典:
| #  | 開催日         | 開催地       | 対戦国         | スコア | 結果 | 大会               |
| -- | -------------- | ------------ | -------------- | ------ | ---- | ------------------ |
| 1. | 2005年11月16日 | ブカレスト   | ナイジェリア   | 1-0    | 3-0  | 親善試合           |
| 2. | 2006年5月26日  | シカゴ       | 北アイルランド | 2-0    | 2-0  | 親善試合           |
| 3. | 2007年11月21日 | ブカレスト   | アルバニア     | 3-0    | 6-1  | UEFA EURO 2008予選 |
| 4. | 2007年11月21日 | ブカレスト   | アルバニア     | 4-0    | 6-1  | UEFA EURO 2008予選 |
| 5. | 2008年3月26日  | ブカレスト   | ロシア         | 2-0    | 3-0  | 親善試合           |
| 6. | 2009年11月24日 | ワルシャワ   | ポーランド     | 0-1    | 0-1  | 親善試合           |
| 7. | 2010年5月29日  | リヴィウ     | ウクライナ     | 1-2    | 3-2  | 親善試合           |
| 8. | 2010年6月5日   | ケルンテン州 | ホンジュラス   | 0-1    | 0-3  | 親善試合           |
| 9. | 2011年11月11日 | リエージュ   | ベルギー       | 1-2    | 1-2  | 親善試合           |

### 獲得タイトル
クラブ
FCラピド・ブカレスト
- リーガ1 : 2002-03
- クパ・ロムニエイ : 2001-02, 2005-06
- スーペルクパ・ロムニエイ : 2002, 2003

アストラ・ジュルジュ
- リーガ1 : 2015-16